# 115-й стрелковый корпус
115-й стрелковый корпус (115-й ск) — общевойсковое оперативно-тактическое соединение (стрелковый корпус) РККА СССР во время Великой Отечественной войны.

## История

### Формирование
Формирование 115 ск осуществлялось на основании директивы Генерального штаба Красной Армии № орг/2/1626 от 5.11 43 г.  и на основании приказа Волховского фронта  № 0032 от 14.11.43 г. Формирование проходило в селении Васильково около посёлка Будогощь Ленинградской области, затем в районе деревни Оломна  .
В действующей армии 14.11.1943-01.12.1944 и с  20.12.1944-14.05.1945
В состав корпуса на момент начала формирования входили управление корпуса, 281-я стрелковая дивизия , 285-я стрелковая дивизия, 954 отдельный батальон связи, отдельная батарея командующего артиллерией корпуса, отдельный стрелковый взвод отдела контрразведки «СМЕРШ», 368 полевая авторемонтная база, 3918 военно-почтовая станция. Корпусу был придан 124 танковый полк. Формирование проходило в составе 54 армии, командующий генерал-лейтенант Рогинский, Сергей Васильевич,  командный состав направлялся  из расформированного  управления 4-й армии и резерва фронта.
Командиром корпуса назначен генерал майор Козачек, начальником штаба полковник Бервино, заместителем командира корпуса по политчасти полковник Бовкун А.И.
Дивизией в этот период проводилась учёба и сколачивание частей и подразделений при подготовке к предстоящим наступательным операциям.
Входившие в состав 115 ск 281-я и 285-я дивизии долгое время находились в обороне и опыта наступательных действий не имели, их учебе уделялось особое внимание. Заключительным этапом подготовки стали корпусные манёвры в конце декабря 43 года с темой «Прорыв укреплённой позиции противника, бой в глубине обороны и преследование отходящего противника».
К 1 января 1944 года корпус из района учений совершила марш в район Зенино и заняли боевой порядок в полосе 80-й стрелковой дивизии.  Части продолжали заниматься боевой подготовкой перед предстоящим наступлением.

### 1944 год
Новгородско-Лужская наступательная операция
В январе 1944 года корпус принял участие в  Новгородско-Лужской наступательной операция войск Волховского фронта (командующий фронтом генерал армии  Мерецков)
16.1.1944 г. корпус начал наступление на Любанском направлении.
Несмотря на проводившуюся 1.5 часа артподготовку, на направлении главного удара части корпуса были встречены сильным ружейно-пулемётным огнем, наступление остановилось. Но на правом фланге, где наносился вспомогательный удар, 1062 полк 281 стрелковой дивизии сумел прорвать оборону противника на глубину 2 км., затем углубил  прорыв до 3 км., в образовавшийся прорыв введены сначала дивизионные резервы, затем резервы 54 армии. Наступление проходило при участии 124 танкового полка.
Во время наступления в состав корпуса вошли 374-я стрелковая дивизия, 53-я Отдельная стрелковая бригада.
17.1. был взят населённый пункт Ляды, с  боями против частей противника, получившим подкрепление (частями немецкой  21 пехотной дивизии и Испанского легиона), части корпуса продолжили наступление в направлении Любани.  
Во время продолжения наступления  28.1.44 года войска корпуса -  281 сд,  374 сд, 53-я Осбр  овладели городом и железнодорожной станцией Любань, железнодорожными станциями Померанье и Трубников Бор, освободили главную железную дорогу, связывающую Москву и Ленинград.
Приказом  Верховного Главнокомандующего  № 013  от 29 января 1944 года 281 cд и 374 сд корпуса получили почётные наименования Любаньских дивизий.
8.2.44 года 281 сд корпуса совместно с 124 танковым полком овладели районным центром Оредеж. 10.2.44 года корпус введен в состав 67-й армии.  К ночи 13.2 44 года совместно с частями 72 стрелковой дивизии полностью завладели железнодорожным узлом и городом Луга.
13.02.44 г. Волховский фронт упразднён,  войска Волховского фронта во исполнение директивы Ставки Верховного Главнокомандования (ВГК) перешли в состав Ленинградского фронта.
В приказе Верховного Главнокомандующего командующему Ленинградским фронтом генералу армии Говорову от 13.2.44 года отмечены войска генерал майора Казачека (так в тексте приказа). 
С начала проведения операции по 10.2.44 года частями корпуса захвачено 83 орудия , 157 автомашин, 16 складов. Освобождено 387 населённых пунктов, в том числе 3 города, освобождены большая часть Чудовского района, почти весь Оредежский и Лужский районы Ленинградской области .
После зимних боёв управление корпуса с 10.2.44 г. дислоцировалось в районе Нарва, откуда 21. 3 .44 года передислоцировано  на Карельский перешеек в состав 23 армии, с середины апреля размещалось в районе Сертолово.
20.4.44 г. в состав корпуса вошли 10-я стрелковая дивизия, 92-я стрелковая дивизия, с  5.6.44 года в состав корпуса вошла 142-я стрелковая дивизия.  Эти дивизии в составе 23-й армии занимали оборону от Лемболовского озера до Финского залива и  Ладожского озера.
Выборгская операция Ленинградского фронта 
В июне – июле 1944 года корпус в составе 23-й армии участвует в  Выборгской операции Ленинградского фронта, наступая на правом фланге войск Ленинградского фронта,  а затем в продолжении  Выборгской операции - сражение на Вуоксе (река Вуокса), также называемое бои за Вуосалми .
12.6 44 года войска корпуса с занимаемого рубежа обороны перешли в наступление, к 14.6. овладели опорным пунктом обороны на Мустоловских высотах, прорвали финскую линию обороны  и перешли к  преследованию отходящего на север противника,  с боями к 19.6.44 г. вышли на рубеж Тайпален- Йоки, Суванто- Ярви, река  Вуокси.
Пройдя с  боями  50 км, части  корпуса заняли Рауту (Сосново (Приозерский район)), крупные населенные пункты Вейхманен,  Метсяпиртти (Запорожское (Ленинградская область)), всего за 5 дней освободив 150 населённых пунктов
К 20.6 части корпуса занимают южный рубеж озера Суванто-Ярви (Суходольское озеро)
С  20.6. по 30.6.1944 года 115 ск активных боевых действий живой силой не ведет, части готовится к форсированию Вуоксы (Сражение на Вуоксе),  проводят учёбу по форсированию водных преград,  заготавливаются плавсредства.  С 20.6 по 2.7 44 года было подготовлено до 2.5 тыс. лодок и плотов.
Действуют  разведгруппы с целью разведки обороны, огневых точек противника на левом берегу реки .
По данным 23 армии на левом (северном) берегу реки противник подготовил сильно укреплённую линию обороны, в составе противника находилась 2-я пехотная дивизия, отдельные батальоны, части танковой дивизии Лагуса,  20 артиллерийских и 15 миномётных батарей.
7.7.44 года с целью отвлечения сил противника от места основного форсирования 2 роты 62 сп  10 сд высаживаются на остров  Васикка- сари (остров Телячий) и ведут огневой бой с противником за овладение островом.
В 4 часа утра 9 июля 44 г. операция по форсированию реки Вуокса  частями 115 ск  началась с  артподготовки, длившейся 55 минут. Форсирование проходило при участии танкового полка, 2-х самоходных артиллерийских полков, 4-х миномётных, 3-х пушечных полков, 2-х полков реактивной артиллерии и инженерно- саперной бригады, поддержке 13-й воздушной армии.
142-я стрелковая дивизия форсирует реку на левом фланге  за 20 минут до окончания артподготовки, это позволяет дивизии преодолеть водную преграду под непосредственным прикрытием артиллерийского огня. Части дивизии высадись на левом  берегу без существенных потерь, вступив в бой,  выбили противника с передовых позиций и сходу захватили плацдарм. За 3—4 часа основные силы 142-й стрелковой дивизии были переправлены на северный берег Вуоксы и вели бои по расширению плацдарма.
10 сд  форсирует  реку на правом фланге  после окончания артподготовки и несет потери от огня противника.  62 стрелковый полк дивизии высаживается на восточный берег острова Васикка- сари, с которого вёлся фланговый огонь по переправам, и 10.7. занимает остров. Но переправа основных частей дивизии неудачна и командиром корпуса Козачеком  принимается решение не продолжать форсирование реки в этом районе, а переправить части 10 сд  на захваченный плацдарм по переправам 142 сд и ввести её в бой из-за правого фланга 142 сд.
В ночь на 10.7.1944 года части 92 сд форсировали реку с задачей развить успех 142 стрелковой дивизии по расширению захваченного плацдарма .
Бои на плацдарме носили ожесточённый характер, части продолжали наступление,  расширяя плацдарм,  войска дивизий проявили массовый героизм.
Противник пытался сбросить части корпуса в реку,  приходилось отражать  от 8 до 11 контратак,  поддерживаемых авиацией и артиллерией. К исходу 2 дня боев плацдарм расширен до 7 км по фронту и до 2 км в глубину. Войска корпуса  вышли на рубеж Мяннике- Койвула - река Мюллю-оя (Мельничная река), но дальше продвинуться не смогли.
Потери обеих сторон были значительные. Безвозвратные потери 142 сд в июле 44 г. 678 человек..
13-14. 7.44 года части 6 стрелкового корпуса начинают менять части 115 ск на плацдарме с задачей продолжить наступление, но наступление 23-й армии, согласно директиве Ленинградского фронта, остановлено с 15.7.44 г. Части 23-й армии удержали плацдарм, позиционные бои на плацдарме продолжались до сентября 44 г.
Части 115 корпуса выводятся в армейский резерв и находятся в резерве до окончания боевых действий с Финляндией 5.9.44 г.
После подписания Московского перемирия 19 сентября 1944 года  115 стрелковый корпус в составе 23-й армии выполнял задачу по охране Государственной границы СССР с Финляндией.
22.12 1944 года 115 стрелковый корпус передан в состав  59-й армии, командующий армией Коровников,  в резерве 1-го Украинского фронта.

### 1945 год
3 января  1945 года 115 ск в составе 135-й стрелковой дивизии, 92-й стрелковой дивизии и  286-й стрелковой дивизии после переезда по  железной  дороге  с Карельского перешейка сосредоточился в районе Стоберна (Польша).
1-й Украинский фронт, командующий фронтом Маршал Конев, принял участие в стратегической  Висло-Одерской операции, проводимой 1 Белорусским фронтом и 1 Украинским фронтом, частью которой была Сандомирско-Силезская операция 1-го Украинского фронта, в проведении которой  участвовал корпус в  составе 59 армии.
12  января  войска  1-го  Украинского  фронта  перешли  в  наступление.  59-я  армия,  после  прорыва  армиями  первого  эшелона  обороны  противника, была  введена  для   развития  успеха  в  направлении Мехув,  Олькуш,  Катовице.
15  января  в  сражение  была  введена 92-я  стрелковая  дивизия   115-го  стрелкового  корпуса в  направлении  на Прандецин.  16  января корпус  вышел  к  реке  Шренява (приток Вислы),  введя  в  бой  286-ю  дивизию,  прорвал  оборону  противника в  районе  Щепановице  и,  форсировав  реку, к  исходу дня  достигли  рубежа  Кремпа,  Чапле-Вельке.
18  января  части  115-го  стрелкового  и  4-го танкового корпуса начали наступление на Краков. На правом фланге корпуса наступала 286 сд, которая за 18-19.1.44 года с боями продвинулась на 8-9 км.
Маршал  Конев,  ставя задачу  59-й  армии,  особо  подчеркнул,  что  необходимо  освободить  Краков  с минимальными  разрушениями. Военный  совет  армии  предупредил  командиров  артиллерийских  соединений  и частей  об  ограниченном  применении  тяжелой  артиллерии  при  штурме  города  и  использовании  ее  главным  образом  при  прорыве  оборонительных  обводов,  а  в  ходе боя  в  городе  только  по  наиболее  упорно  сопротивляющимся  группировкам  врага,  которые  не  могут  быть  уничтожены  нашей  пехотой  и  танками.
Для боёв в  полосе наступления 92-й дивизии в городе было выделено 75  орудий прямой наводки (из них калибром 122 мм 30 на полк), что обеспечило надёжное подавление огневых точек противника 

Страница журнала боевых действий 115 ск с записью о взятии Кракова

Соединения и части, отличившиеся в боях за г. Краков. Боевое донесение штаба 59 армии 19.01.1945 г.

К середине  дня  19  января части   92-й  стрелковой  дивизии 115 ск,  части  4-го  гвардейского танкового  корпуса,  во  взаимодействии  с  войсками  60-й  армии,  полностью  освободили город. Взятие крупного укрепленного узла обороны стало возможным благодаря умелым действиям корпуса, сочетавшим обходной манёвр с  северо- запада и непосредственный удар с севера.

 Благодаря умелым действиям войск Коровникова, Курочкина, Полубоярова древнейший и красивейший город Польши был взят целым и невредимым— Маршал Советского Союза И.С. Конев 
Москва  салютовала  войскам, освободившим  Краков,  24  залпами  из  324  орудий. 19.2.1945 г. 92-й дивизии было присвоено почетное наименование «Краковская».
Бои за Силезию
После Сандомирско-Силезской операции,  войсками 1 Украинского фронта последовательно проводились Нижнесилезская наступательная операция,   Верхнесилезская наступательная операция и Пражская операция, в которых принимал участие 115 ск.
Силезский  промышленный район 2-й по значению промышленный район Германии, имел стратегическое значение. В частности, силезские шахты поставляли к январю 45 г. 60 процентов добываемого в Германии угля .
После взятия Кракова войска  продолжили наступление с задачей овладения Силезским промышленным районом. 92 сд наступала во втором эшелоне, в первом эшелоне её  сменила 135 сд.
20.1.45 г. 286 сд вышла в район Подлесе, Плоки. Наступление 135 сд на Хшанув было задержано противником на 4 дня из- за неудачных действий дивизии. Наступление 286 сд на правом фланге корпуса развивалось удачно. 24.1..45 г.- 25.1.45 г. с ожесточёнными боями 286 и 92 сд форсировали реку Пшемша, захватив, а затем расширив плацдарм до 5 км. в глубину.
26.1.45 г. в состав корпуса вошла  245-я стрелковая дивизия,  135 сд выведена в армейский резерв.
После форсирования реки Пшемша 115 ск действует на направлении главного удара на город Катовице и 27.1.45 г. 245 сд корпуса и части 4 танкового корпуса сначала ворвались, а к 17 часам 27.1. полностью очистили город. В успешном взятии крупного города существенную роль сыграл опыт организации боёв при штурме Кракова.
Форсирование реки Одер и бои на плацдарме
После занятия 27.1.45 г. г. Катовице войска корпуса продолжали преследование противника и в ночь на 30.1.45 г. силами  245 сд с  боями форсировали реку Одер. Дивизия прошла с боями на плацдарме до 6 км и овладела Штенглау и Розенргунд. 30.1.45 г. на плацдарм переправились 92 и 286 сд корпуса.
Подготовив плацдарм в инженерном отношении, войска 115 ск в течение февраля - марта 1945 г вел бои с крупными силам противника по удержанию и расширению плацдарма на правом берегу реки Одер на Нейсенском  направлении. Последние попытки уничтожить плацдарм противник предпринял 8-13. 3.45 г.
15.3.45 г. войска 59 армии перешли в наступление с этого плацдарма в начавшейся Верхне-Силезской наступательной операции 1-го Украинского фронта, проводимой с целью ликвидации угрозы флангового удара и овладения Силезским промышленным районом. В результате были окружены и уничтожены в районе Оппельна  5 немецких дивизий. 115 ск участвовал в создании внутреннего кольца окружения.
В течение апреля 1945 г. и до 5.5.1945 г. корпус занимал оборону на достигнутом после Верхне-Силезской операции рубеже.
5 мая 1945 года корпус в составе 245, 286 и 92 стрелковых дивизий перешёл в наступление, затем в преследование противника уже на территории Чехословакии. 10.5.45 г. корпус сосредоточился в районе Опочно (Чехия), Мезиржичи, пройдя 110 км. 11.5.45 г. войска вышли на реку Эльба. Корпус проводил очистку территории от мелких групп противника и проводил приём капитулирующих войск, всего до 24 000.  14.5.1945 г. корпус в составе 245, 286 и 92 стрелковых дивизий передислоцировался на территорию Германии в район Уллерсдорф, Глатц.
На основании приказа войскам 59 армии № 00132 от 1.6.45 г. начато расформирование 115 корпуса, которое закончилось 23.6.45 г.

## Боевой состав и подчинение
| Дата            | Фронт                | Армия       | В составе (стрелковые части)                                                                         | Примечания                                                                   |
| --------------- | -------------------- | ----------- | --- | ---------------------------------------------------------------------------- |
| 01.12.1943 года | Волховский фронт     | 54-я армия  | 281-я стрелковая дивизия, 285-я стрелковая дивизия, 14-я стрелковая бригада, 53-я стрелковая бригада |                                                                              |
| 01.01.1944 года | Волховский фронт     | 54-я армия  | 281-я стрелковая дивизия, 285-я стрелковая дивизия, 14-я стрелковая бригада, 53-я стрелковая бригада |                                                                              |
| 01.02.1944 года | Волховский фронт     | 8-я армия   | 281-я стрелковая дивизия, 374-я стрелковая дивизия, 14-я стрелковая бригада, 53-я стрелковая бригада |                                                                              |
| 01.03.1944 года | Ленинградский фронт  | 8-я армия   | 72-я стрелковая дивизия, 281-я стрелковая дивизия, 374-я стрелковая дивизия                          |                                                                              |
| 01.04.1944 года | Ленинградский фронт  | 23-я армия  | 72-я стрелковая дивизия, 281-я стрелковая дивизия, 374-я стрелковая дивизия                          |                                                                              |
| 01.05.1944 года | Ленинградский фронт  | 23-я армия  | 92-я стрелковая дивизия, 314-я стрелковая дивизия                                                    |                                                                              |
| 01.06.1944 года | Ленинградский фронт  | 23-я армия  | 10-я стрелковая дивизия, 92-я стрелковая дивизия, 314-я стрелковая дивизия                           | 20.6.44 г. 92-я стрелковая дивизия выведена из состава 115 ск в состав 98 ск |
| 01.07.1944 года | Ленинградский фронт  | 23-я армия  | 10-я стрелковая дивизия, 142-я стрелковая дивизия                                                    | 8.7.44 г. в состав введена 92-я стрелковая дивизия                           |
| 01.08.1945 года | Ленинградский фронт  | -23-я армия | 10-я стрелковая дивизия, 92-я стрелковая дивизия, 142-я стрелковая дивизия                           |                                                                              |
| 01.09.1944 года | Ленинградский фронт  | 23-я армия  | 10-я стрелковая дивизия, 92-я стрелковая дивизия, 142-я стрелковая дивизия                           |                                                                              |
| 01.10.1944 года | Ленинградский фронт  | 23-я армия  | 10-я стрелковая дивизия, 92-я стрелковая дивизия,                                                    |                                                                              |
| 01.11.1944 года | Ленинградский фронт  | 23-я армия  | 10-я стрелковая дивизия, 92-я стрелковая дивизия, 224-я стрелковая дивизия                           |                                                                              |
| 01.12.1944 года | Ленинградский фронт  | 59-я армия  | 92-я стрелковая дивизия, 135-я стрелковая дивизия, 286-я стрелковая дивизия                          |                                                                              |
| 01.01 1945 года | 1-й Украинский фронт | 59-я армия  | 13-я стрелковая дивизия, 92-я стрелковая дивизия, 286-я стрелковая дивизия                           |                                                                              |
| 01.02.1945 года | 1-й Украинский фронт | 59-я армия  | 92-я стрелковая дивизия, 245-я стрелковая дивизия, 286-я стрелковая дивизия                          |                                                                              |
| 01.03.1945 года | 1-й Украинский фронт | 59-я армия  | 135-я стрелковая дивизия, 245-я стрелковая дивизия                                                   |                                                                              |
| 01.04.1945 года | 1-й Украинский фронт | 59-я армия  | 92-я стрелковая дивизия, 135-я стрелковая дивизия, 245-я стрелковая дивизия                          |                                                                              |
| 01.05.1945 года | 1-й Украинский фронт | 59-я армия  | 92-я стрелковая дивизия, 245-я стрелковая дивизия, 286-я стрелковая дивизия                          |                                                                              |

## Командование корпуса

### Командиры корпуса
- Генерал майор Козачек Сергей Борисович - с момента формирования корпуса и до окончания Великой Отечественной войны.

### Начальники штаба
- Полковник Бервино Иван Мартынович - с момента формирования корпуса и до окончания Великой Отечественной войны.

### Заместители командира по политчасти
- Полковник Бовкун Александр Игнатьевич - с момента формирования корпуса и до окончания Великой Отечественной войны.

## Части,  награждённые государственными наградами и удостоенныеПочётных наименованийза успешные боевые действия в составе 115 стрелкового корпуса
| Наименование части, соединения                | За что представлена | Дата награждения и приказ                                       | Награда, звание |
| --------------------------------------------- | --- | --------------------------------------------------------------- | --- |
| 281-я стрелковая дивизия                      | За отличие в боях с немецкими захватчиками за овладение городом Любань. | Приказ Верховного Главнокомандующего СССР № 013 29.01.1944 года | Присвоено Почётное наименование «Любанская» В составе 98 стрелкового корпуса за образцовое выполнение боевых заданий командования в боях с немецкими захватчиками при овладении городом и крепостью Гданьск ( Данциг) и проявленные при этом доблесть и мужество Указом Президиума Верховного Совета СССР 17 мая 1945 года дивизия награждена Орденом Суворова II степени |
| 374-я стрелковая дивизия                      | За отличие в боях с немецкими захватчиками за овладение городом Любань | Приказ Верховного Главнокомандующего СССР № 013 29.01.1944 года | Присвоено Почётное наименование «Любанская» |
| 92-я стрелковая дивизия                       | За отличие в боях за освобождение города Краков | Приказ Верховного Главнокомандующего № 015 19 февраля 1945 года | Присвоено почетное наименование Краковская. |
| 135-я стрелковая дивизия                      | За отличие в боях за освобождение города Краков | Приказ Верховного Главнокомандующего № 015 19 февраля 1945 года | Присвоено почетное наименование Краковская. |
| 286-я стрелковая Ленинградская дивизия        | За образцовое выполнение заданий командования в боях с немецкими захватчиками, за овладение городом Краков и проявленные при этом доблесть и мужество                                                                                         | Указ Президиума Верховного Совета СССР 19 февраля 1945 года     | Награждена орденом Красного Знамени |
| 245-я стрелковая Режицко - Валгинская дивизия | За образцовое выполнение заданий командования в боях с немецкими захватчиками при очищении от противника Домбровского угольного района и южной части промышленного района немецкой Верхней Силезии и проявленные при этом доблесть и мужество | Указ Президиума Верховного Совета СССР 05.04.1945 года          | Награждена орденом Красного Знамени |

## Отличившиеся воины
За доблесть и мужество в боях лета 1944 года в составе корпуса награждено орденами и медалями до 7000 человек .
Массовый подвиг воинов  142-й стрелковой дивизии  115 ск  при  форсировании реки  Вуоксы в июле 1944 года высоко оценён, около  1450 солдат, сержантов и офицеров были награждены орденами и медалями, звания Героя Советского Союза удостоены 8 человек  ,  8  человек из состава 142-й, 92-й и 10-й стрелковых дивизий  115 стрелкового корпуса представлены к награждению званием  Героя Советского Союза,  но им представления  не были утверждены  и они награждены орденами.  

## Память

Памятник воинам 23-й армии Ленинградского фронта (Вуокса, 1944 год). На  памятнике  воинам 23-й армии Ленинградского фронта, участвовавшим в боях в июле 1944 года на реке Вуокса,  расположенном  в поселке Барышево, Выборгского района Ленинградской области ( Гончаровское сельское поселение),  на  мемориальной  плите увековечен  115-й стрелковый корпус и дивизии, входившие в его состав.
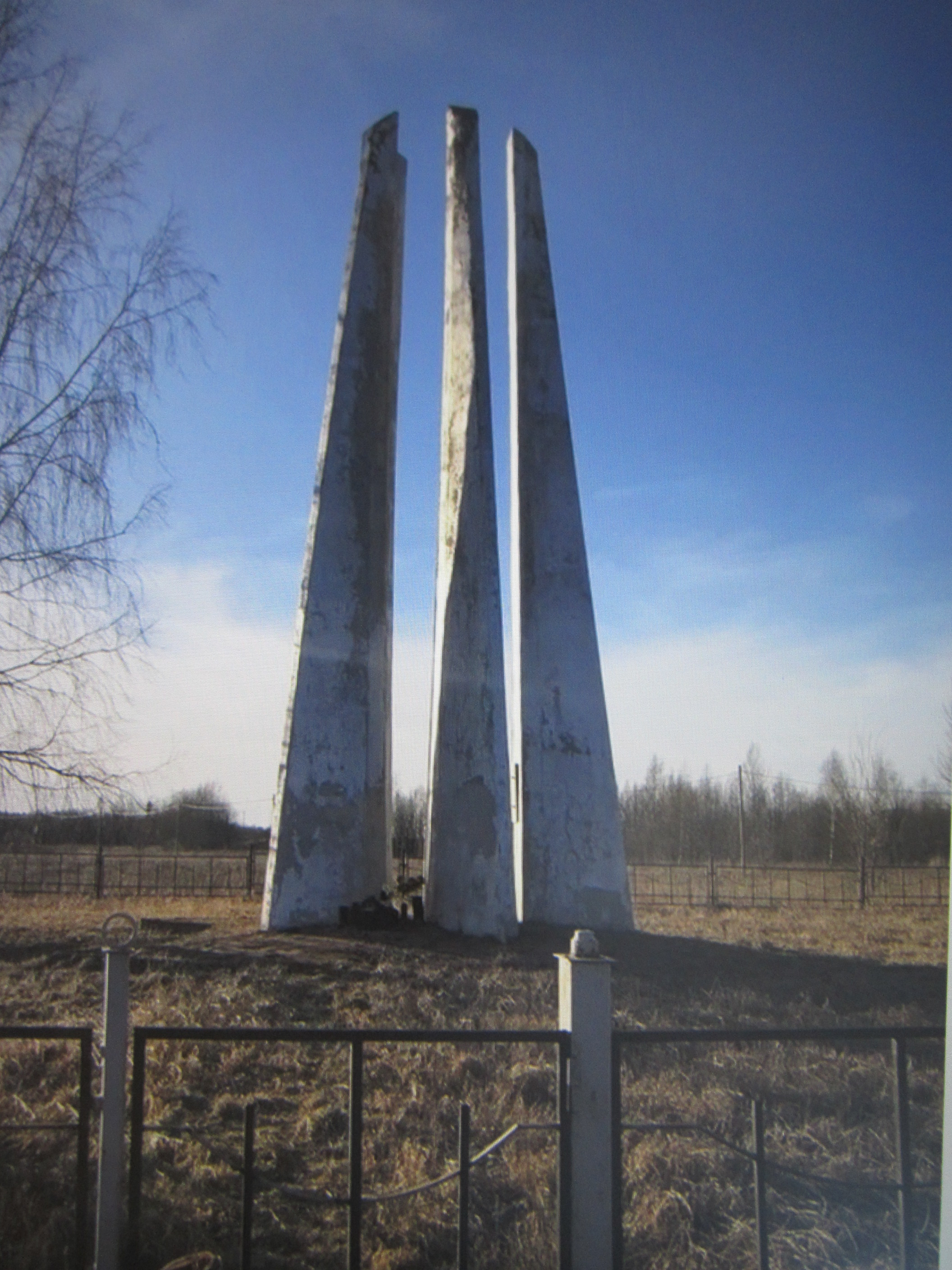
Памятный знак - обелиск  в зоне, где в июне-июле 1944 года сражались и успешно форсировали реку Вуоксу воины 142, 10, 92 стрелковых дивизий 115 стрелкового корпуса  и других частей 23-й армии Ленфронта. Неофициальное название Мемориала – «Пять штыков». Поблизости – памятное место, где в июле 1944 г. погиб начальник политотдела 142 с.д. Джатиев Д.Е.  Расположение: Ленинградская область, Приозерский район, Ромашкинское сельское поселение (Ленинградская область), в 20 км. к западу от поселка, близ левого, северо-восточного берега реки Вуоксы